# Carlos Oñate
Carlos Oñate (San Diego, Cesar, Colombia; 13 de mayo de 1995) es un futbolista colombiano. Juega de mediocampista y actualmente juega en el Valledupar Fútbol Club de la Segunda División de Colombia.

## Clubes
| Club                   | País     | Año             |
| ---------------------- | -------- | --------------- |
| Rionegro Águilas       | Colombia | 2012 - 2013     |
| Valledupar Fútbol Club | Colombia | 2016 - Presente |